# 신한촌 사건
신한촌 사건(新韓村事件)은 1920년 4월에 연해주 신한촌에서 일본군이 조선인을 대량 학살한 사건이다. 흔히 신한촌 참변 또는 사월 참변이라고 부른다.

## 배경
1917년 러시아에서 10월 혁명이 일어나자 일본 제국은 이듬해 시베리아로 군대를 파병하였다.
명분은 시베리아에 거주하는 일본인을 보호한다는 것이었다. 일본군이 시베리아에 출병하여 멘셰비키 측을 후원하면서 1922년에 철수할 때까지 5년 이상 연해주 지역에서 복잡한 내전 상태가 지속되었다.1920년을 전후하여 일본군은 볼셰비키의 붉은 군대와의 전투에서 수세에 몰리면서 어려운 처지에 놓이게 되었다.1920년 3월에는 일본인과 조선인이 많이 거주하는 현재의 우수리스크 지역을 붉은 군대가 공격하여 다수의 일본 민간인이 살해되는 일이 발생했다. 이에 일본군은 보복을 단행하게 되었다.당시 연해주의 조선인은 제정 러시아의 기존 체제를 지지하는 원호세력과 볼셰비키 혁명파를 지지하는 여호세력으로 나뉘어 있었다. 고려공산당의 전신인 한인사회당을 결성한 여호세력이 좀 더 우세한 편이었고, 멘셰비키 측이 일본군과 합동하여 조선인을 핍박하면서 조선인 사회는 급격히 볼셰비키 쪽으로 기울어졌다.

## 경과
3월 12일에 소련군의 공격으로 일본 군대가 후퇴당하고 일본 민간인과 러시아 주민까지 대량 학살된 사건에 분개한 일본군이 4월 5일에 조선인 마을인 신한촌을 습격하여 조선인 민간인을 학살하였다. 소련군에 조선인 항일 세력이 가담해 있었기 때문이다. 이 지역 조선인 소련군 지도자인 최재형과 김이직, 엄주필, 황경섭 등이 사살되었다. 일본군은 헌병대 분견대를 주둔시키고 자위대라는 보조기구를 설치하여 신한촌을 무력 통제했다.

## 같이 보기
- 자유시 참변

## 참고자료
- 이윤기 (2004년 2월 9일). “[동북아 한민족을 찾아서 .27] '러' 혁명속 연해주 한인”. 영남일보. 2008년 8월 15일에 확인함.[깨진 링크(과거 내용 찾기)]